# Csota Nágpur
A Csota Nágpur vagy Cshota-Nágpúr (angol: Chota Nagpur, Chhota Nagpur) fennsík India keleti részén, amely Dzshárkhand állam nagy részét, továbbá Orisza, Nyugat-Bengál, Bihár és Cshattíszgarh államok egyes részein terül el. Teljes területe megközelítőleg 65 000 km².

## Jellemzői
Legmagasabb pontja 1350 m (Pareshnath Hill), legalacsonyabb pontja 620 m.
Főbb városai: Ráncsí, Dzsamsedpur, Dhanbad, Bokaro Steel City.
Főbb folyói: Dámódar (Damodar), Szubarnarekha (Swarnarekha), Barakar.
A Csota Nágpur három kisebb fennsíkból áll: Ráncsí, Hazaribagh és Koderma városok körül. A Ráncsí körüli fennsík a három közül a legnagyobb, átlagos magassága kb. 700 méter.
A terület nagy részét száraz lombhullató erdők borítják, és vannak vízesései is. A Csota Nágpur a tigrisek és a vadelefántok utolsó indiai menedékeinek egyike.
Ősi prekambriális kőzetekből áll. Területén kiemelkedő a bányászat: csillámpala, bauxit, réz, mészkő, vasérc és a szén. A Damodar-völgy szénben gazdag, és az országban a koksz elsődleges központja. Itt jelentős ipar alakult ki.

## Fordítás
- Ez a szócikk részben vagy egészben  a   Chota Nagpur Plateau című angol Wikipédia-szócikk fordításán alapul.  Az eredeti cikk szerkesztőit annak laptörténete sorolja fel. Ez a jelzés csupán a megfogalmazás eredetét és a szerzői jogokat jelzi, nem szolgál a cikkben szereplő információk forrásmegjelöléseként.